# Bell (Flórida)
Bell é a única vila localizada no estado americano da Flórida, no condado de Gilchrist. Foi incorporada em 1903.

## Geografia
De acordo com o United States Census Bureau, a vila tem uma área de 4,3 km², onde todos os 4,3 km² estão cobertos por terra.

### Localidades na vizinhança
O diagrama seguinte representa as localidades num raio de 32 km ao redor de Bell. 

## Demografia
Segundo o censo nacional de 2010, a sua população é de 456 habitantes e sua densidade populacional é de 105,4 hab/km². É a localidade menos populosa do condado de Gilchrist, e a que, em 10 anos, teve o maior crescimento populacional do condado. Possui 202 residências, que resulta em uma densidade de 46,7 residências/km².